# شهربازی

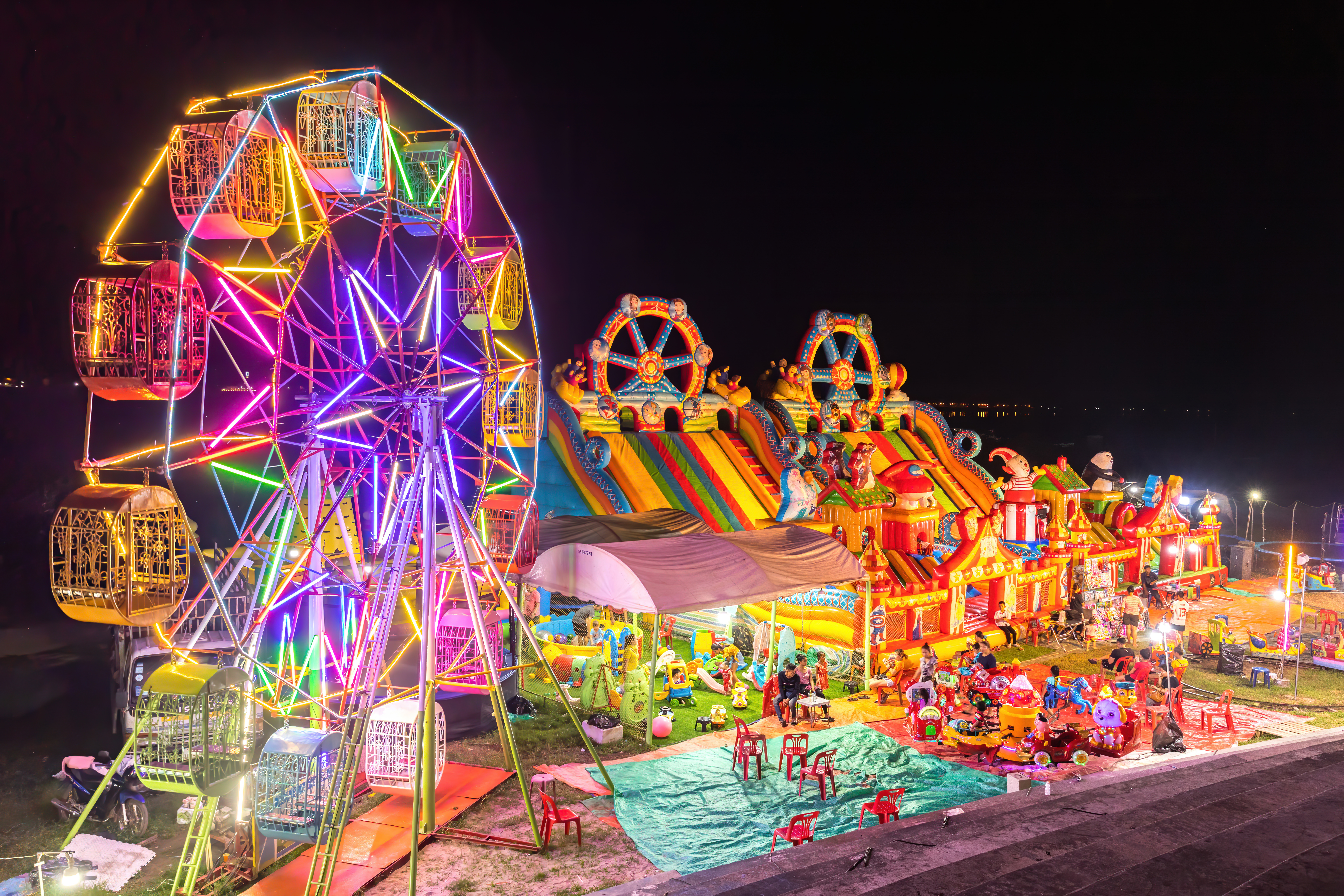
نگاره‌ای در شب از یک شهربازی در وینتیان، لائوس.

شهربازی پارکی است که از وسایل سرگرمی و تفریحی و همچنین سواری برای سرگرم کردن گروه بزرگی از مردم تشکیل شده‌است که نسبت به پارک‌های ساده یا زمین‌های بازی داخل شهری، امکانات سرگرم کنندهٔ بیشتری دارند. به‌طور کلی ۲ نوع شهربازی وجود دارد: شهربازی سرپوشیده و سر باز که در شهربازی‌های سرپوشیده دستگاه‌های الکترونیکی و رایانه‌ای موجود می‌باشد.
تم‌پارک، پارک موضوعی یا پارک تفریحی (به انگلیسی: theme park) نیز به مجموعه‌ای از مسیرهای گردشگری و دیگر سرگرمی‌ها گفته می‌شود که با هدف گرد هم آوردن گروه کثیری از مردم کنار هم چیده شده‌اند. این پارک‌ها حول محور یک یا چند موضوع خاص مثل غرب وحشی یا شخصیت‌های کارتون‌های دیزنی‌لند ساخته می‌شوند.
اکثر وسایل شهربازی مورد استفاده در فضای بازی سرپوشیده از نوع الکترونیکی یا گیمی هستند. و کاربر در ازای بازی با هر دستگاه به مقدار جایزه ای که به‌دست آورده‌است تیکت دریافت می‌کند. این تیکت‌ها در بخش دریافت جوایز می‌تواند به کاربر کمک کند.